# المقيمية السياسية البريطانية في الخليج العربي

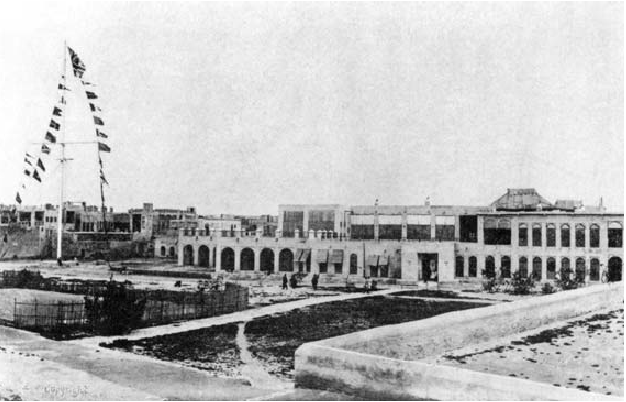

المقيمية السياسية البريطانية في الخليج العربي (بالإنجليزية: British residency of the Persian Gulf)‏، هي مقر استعماري للمقيمين السياسيين البريطانيين في بعض بلدان الخليج العربي من سنة 1763 حتى 1971م؛ مهمتهم الحفاظ على درجات متفاوتة من السيطرة السياسية والاقتصادية، لصالح المملكة المتحدة، على بضعة بلدان من دول الخليج العربي، متضمنة: الإمارات العربية المتحدة (كانت تسمى "ولايات الساحل المتصالح")، وفي بعض الأوقات: عربستان، والبحرين، والكويت، وعُمان، وقطر.

## المقيمون السياسيون

### المقيمون
- ح.1798م: ميرزا مهدي علي خان
- ح.1810م: هانكي سميث
- 1812 - 1822م: وليام بروس (بالإنابة حتى 1813م)

### رئيس المقيمين السياسيين في الخليج العربي
(للبحرين، الكويت، عُمان، قطر والولايات المتصالحة)
- 1822 - 1823م: جون ماكلويد
- 1823 - 1827م: إفرايم گريش ستانوس
- 1827 - 1831م: داڤيد ويلسون
- 1831 - 1835م: داڤيد ألكسندر بلان
- 1835 - 1838م: جيمس ماريسون
- 1838 - 1852م: صويل هنل
- 1852 - 1856م: أرنولد بورويس كمبال
- 1856 - 1862م: جيمس فليكس جونس
- 1862م: هربرت فردريك ديسبروي (بالإنابة)
- 1862 - 1872م: لويس پلي
- 1872 - 1891م: إدوارد تشارلس روس
- 1891 - 1893م: أدلبرت سيسل تالبوت
- 1893م: ستيوارت هل گودفري (بالإنابة)
- 1893م: جيمس هايس سادلر (فترة أولى) (بالإنابة)
- 1893م: جيمس أدير كراوفورد (بالإنابة)
- 1893 - 1894م: جيمس هايس سادلر (فترة ثانية) (بالإنابة)
- 1894 - 1897م: فردريك ألكسندر ويلسون
- 1897 - 1900م: مالكوم جون ميد
- 1900 - 1904م: تشارلز أرنولد كمبال (بالإنابة)
- 1904 - 1920م: پرسي زكرياس كوكس

### بالإنابة لكوكس
- 1913 - 1914م: كون گوردون لورمير
- 1914م: ريتشارد لوكينتون بيردوود
- 1914م: ستيوارت جورج نوكس (فترة أولى)
- 1915م: ستيوارت جورج نوكس (فترة ثانية)
- 1915 - 1917م: آرثر پرستكوت ترڤور (فترة أولى)
- 1917 - 1919م: جون هوگو بيل
- 1919م: سيسل هاميلتون گابريل
- 1919 - 1920م: آرثر پرستكوت ترڤور (فترة ثانية)

### رئيس المقيمين السياسيين
- 1920م: أرنولد تالبوت ويسلون (بالإنابة)
- 1920 - 1924م: آرثر پرستكوت ترڤور
- 1924 - 1927م: فرانسيس بلڤيل پريدوكس
- 1927 - 1928م: ليونيل برلكلي هولت هاورث
- 1928 - 1929م: فرديريك ويليام جونستون[2]